# Haedropleura pygmaea
Haedropleura pygmaea é uma espécie de gastrópode do gênero Haedropleura, pertencente a família Horaiclavidae.